# Sulsula
Sulsula là một chi nhện trong họ Oonopidae.